# 201777 Deronda
201777 Deronda este un asteroid din centura principală de asteroizi.

## Descriere
201777 Deronda este un asteroid din centura principală de asteroizi. A fost descoperit pe 24 noiembrie 2003 la Wrightwood de James Whitney Young. Asteroidul prezintă o orbită caracterizată de o semiaxă mare de 3,11 ua, o excentricitate de 0,30 și o înclinație de 20,5° în raport cu ecliptica.